# 4345 Rachmaninoff
4345 Rachmaninoff eller 1988 CM2 är en asteroid i huvudbältet som upptäcktes den 11 februari 1988 av den belgiske astronomen Eric W. Elst vid La Silla-observatoriet. Den är uppkallad efter den ryske tonsättaren, Sergej Rachmaninov.
Asteroiden har en diameter på ungefär 9 kilometer och den tillhör asteroidgruppen Koronis.